# Montmorin (Puy-de-Dôme)
Montmorin település Franciaországban, Puy-de-Dôme megyében. Lakosainak száma 730 fő (2022. január 1.). Montmorin Billom, Égliseneuve-près-Billom, Fayet-le-Château, Isserteaux és Saint-Julien-de-Coppel községekkel határos.

## Népesség
A település népességének változása:
| Lakosok száma | 717  | 728  | 746  | 722  | 720  | 720  | 727  | 728  | 730  |
|               | 2013 | 2015 | 2016 | 2017 | 2018 | 2019 | 2020 | 2021 | 2022 |